# Vasiliy Mosin
Vasily Aleksandrovich Mosin (russe : Василий Александрович Мосин), né le 9 mai 1972 à Kazan, est un tireur sportif russe.

## Carrière
Après deux premières participations aux Jeux olympiques en 2004 et 2008, terminant la première fois 19e et la deuxième fois 14e), Vasily Mosin remporte la médaille de bronze de double trap messieurs aux Jeux olympiques d'été de 2012 à Londres, à l'issue de l'épreuve de barrage.